# Liga Nacional de Básquetbol 2019-20
La Temporada 2019-20 de la Liga Nacional DirecTV by Uach, fue la décima de la historia de la competición chilena de básquetbol, y la cual fue interrumpida y cancelada el día 16 de marzo de 2020 producto de la pandemia de COVID-19, que ese año se expandió a nivel mundial incluyendo Chile.
En la temporada anterior bajó a Segunda División por parte de conferencia sur el Osorno Básquetbol. Por otro lado, los ascendidos fueron: CEB Puerto Montt por parte de la Conferencia Sur, que después de estar solo una temporada en Segunda División, volvió a la máxima categoría del básquetbol nacional. Por parte de la Conferencia Centro, asciende Quilicura Basket, la cual fue la primera aparición de este club en la primera división.

## Sistema de campeonato
Esta temporada estaba destinado a seguir el mismo patrón de anteriores ediciones, es decir, una fase zonal, nacional y por último playoffs.

### Fase zonal
El torneo iniciará con una Fase Zonal (10  fechas) entre equipos de la misma conferencia, partidos de ida y vuelta, de la cual los dos primeros clasificados de cada Conferencia avanzarán a la Copa Chile 2019. La Copa Chile 2019 se jugará en sede a licitar en formato “todos contra todos”.

### Fase nacional
Tras la Copa Chile, la competencia comenzará su Fase Nacional (22 fechas) donde los 12 equipos jugarán partidos todos contra todos en dos ruedas. Al final de esta fase se confeccionará lo que se denomina Tabla de Posiciones General de la fase nacional que ordena las posiciones del primero al duodécimo equipo, a esto deben sumarse los puntos obtenidos en la fase zonal, la que será formalizada a través de comunicado en la WEB de LNB CHILE.
En la sumatoria de estas dos tablas los 4 equipos mejores clasificados por conferencia pasarán a la etapa de Semifinales.

### Playoffs
Semifinales y Final de Conferencia y la Final Nacional donde se conocerá finalmente al campeón 2018-2019 de Primera División LNB Chile se desarrollarán al mejor de 7 partidos.
El Campeón Nacional, tiene derecho a participar en la Liga de las Américas 2021, mientras que el subcampeón Nacional tiene derecho a disputar a Liga Sudamericana de Clubes 2020.

### Repechaje
Los clubes que quedan 5° y 6° lugar de cada conferencia disputarán Playoffs de Descenso, al mejor de 7 partidos. El perdedor de esa llave deberá jugar la Segunda División 2020-21.

## Equipos participantes
| Club                         | Región                 | Ciudad      | Estadio                           |
| ---------------------------- | ---------------------- | ----------- | --------------------------------- |
| AB Temuco                    | Región de la Araucanía | Temuco      | Gimnasio Municipal Ribereño       |
| CD Colegio Los Leones        | Región de Valparaíso   | Quilpué     | Gimnasio Colegio Los Leones       |
| CD Universidad de Concepción | Región del Biobío      | Concepción  | Casa Del Deporte                  |
| Quilicura Basket             | Región Metropolitana   | Quilicura   | Gimnasio Municipal de Quilicura   |
| Municipal Puente Alto        | Región Metropolitana   | Puente Alto | Gimnasio Municipal de Puente Alto |
| CD Universidad Católica      | Región Metropolitana   | Las Condes  |                                   |

| Club                     | Región              | Ciudad       | Estadio                                  |
| ------------------------ | ------------------- | ------------ | ---------------------------------------- |
| CD Castro                | Región de Los Lagos | Castro       | Gimnasio Municipal De Castro             |
| CEB Puerto Montt         | Región de Los Lagos | Puerto Montt | Gimnasio Municipal Mario Marchant Binder |
| ABA Ancud                | Región de Los Lagos | Ancud        | Gimnasio Fiscal de Ancud                 |
| CD Atlético Puerto Varas | Región de Los Lagos | Puerto Varas | Gimnasio Fiscal de Puerto Varas          |
| CD Valdivia              | Región de Los Ríos  | Valdivia     | Coliseo Antonio Azurmendy                |
| CD Las Ánimas            | Región de Los Ríos  | Valdivia     | Coliseo Antonio Azurmendy                |

## Fase regular
Notas:
- Actualizado hasta el día 4 de febrero de 2020.
- Del 1° al 4° lugar. Avanzaban a semifinales de conferencia.
- 5° y 6° lugar. Destinados a repechaje.

### Conferencia Centro
|    | Equipos                   | PTS | PJ | PG | PP | PF   | PC   | DIF  |
| -- | ------------------------- | --- | -- | -- | -- | ---- | ---- | ---- |
| 1. | Municipal Puente Alto     | 49  | 29 | 20 | 9  | 2444 | 2262 | 182  |
| 2. | Universidad de Concepción | 46  | 30 | 16 | 14 | 2511 | 2382 | 129  |
| 3. | AB Temuco                 | 44  | 30 | 14 | 16 | 2466 | 2522 | -56  |
| 4. | Universidad Católica      | 44  | 30 | 14 | 16 | 2276 | 2378 | -102 |
| 5. | CD Colegio Los Leones     | 43  | 30 | 13 | 17 | 2585 | 2619 | -34  |
| 6. | Quilicura Basket          | 33  | 29 | 4  | 25 | 2263 | 2527 | -264 |

### Conferencia Sur
|    | Equipos          | PTS | PJ | PG | PP | PF   | PC   | DIF  |
| -- | ---------------- | --- | -- | -- | -- | ---- | ---- | ---- |
| 1. | CD Las Ánimas    | 52  | 30 | 22 | 8  | 2495 | 2318 | 177  |
| 2. | CEB Puerto Montt | 46  | 30 | 16 | 14 | 2444 | 2309 | 135  |
| 3. | CD Valdivia      | 46  | 29 | 17 | 12 | 2239 | 2245 | -6   |
| 4. | CD Castro        | 44  | 30 | 14 | 16 | 2326 | 2336 | -10  |
| 5. | Puerto Varas     | 44  | 30 | 14 | 16 | 2282 | 2299 | -17  |
| 6. | ABA Ancud        | 43  | 29 | 14 | 15 | 2166 | 2300 | -134 |

| Predecesor: LNB 2018-19 | Liga Nacional de Básquetbol de Chile 2019-20 | Sucesor: LNB 2021 |